# Dactylerythrops dactylops
Dactylerythrops dactylops är en kräftdjursart som beskrevs av Holt och W. M. Tattersall 1905. Dactylerythrops dactylops ingår i släktet Dactylerythrops och familjen Mysidae. Inga underarter finns listade i Catalogue of Life.